# Anomalurus derbianus
Anomalurus derbianus is een Afrikaanse soort uit de knaagdierenfamilie stekelstaarteekhoorns (Anomaluridae). Het is een van de meest voorkomende soorten uit de familie. Hij komt voor van Guinee in het westen tot Tanzania in het oosten. Zijn habitat varieert tussen natte regenwouden relatief droge bosgebieden, op verschillende hoogtes.

## Kenmerken
A. derbianus heeft een kop-romplengte van 27 tot 38 cm, een staart van 22 tot 30 cm en een gewicht van 450 tot 1100 gram. Hij heeft een grijze of bruine vacht, met zilverachtige pluimen. De bovenkant van de vluchtmembranen heeft eenzelfde kleur, maar de onderkant heeft zwarte borstelharen.

## Gedrag
A. derbianus is 's nachts actief en leeft in holle bomen.
Mogelijk "verbouwt" hij zijn favoriete voedselbomen door onkruid, vooral rondom de stam van die bomen, weg te snoeien, zodat de concurrentie voor die bomen wordt weggenomen. Dit is een uniek gedrag dat misschien te vergelijken valt met de landbouw van mensen.